# País Lleonès
País Lleonès (País Llïonés en lleonès) és el territori, la regió geogràfica, per on s'estén la llengua i cultura lleoneses. Administrativament està dividit en les províncies de Lleó, Zamora i Salamanca i algunes àrees de les províncies de Càceres, Palència i del districte de Bragança.
Coincideix amb el Regne de Lleó segons fou definit en la divisió administrativa d'Espanya en províncies i regnes, realitzada per Javier de Burgos, mitjançant el Reial Decret de 30 de novembre de 1833. Nogensmenys, el regne de la divisió administrativa de Javier de Burgos no coincideix amb el Regne de Lleó històric.
La citada divisió administrativa fou la que va crear les províncies actuals amb llurs capitals. Si bé un nou decret del 30 de novembre del 1855 assignava també les províncies de Valladolid i Palència (que pertanyien inicialment a la regió de Castella la Vella) al Regne de Lleó, aquestes no són considerades parts de l'anomenat País Lleonès.
En tot cas, les fronteres del País Lleonès són poc precises, puix que els regionalistes i nacionalistes lleonesos sovint l'expandeixen per a incloure territoris de proclamada cultura lleonesa (bàsicament aquells on es parla el dialecte lleonès de l'asturlleonès). Així, formarien també part del País Lleonès la Franja del Carrión (Palència) i els territoris portuguesos del riu Sabor (Miranda do Douro, on es parla una variant del lleonès coneguda com a mirandès). En alguna ocasió s'ha inclòs la província de Càceres, o almenys algunes comarques, dins de l'àmbit lleonès per raons de llengua (veure extremeny).
Alguns partits polítics, com el PREPAL (Partido Regionalista del País Leonés), la UPL (Unión del Pueblo Leonés), la seva ex organització jovenil Conceyu Xoven (ara convertida en partit), Agora País Llionés (opció nacionalista) i la UPS (Unión del Pueblo Salmantino) promouen el concepte de País Lleonès, i tenen com a objectiu la creació d'una comunitat autònoma lleonesa, al marge de la comunitat autònoma de Castella i Lleó. La seva implantació és significativa a la província de Lleó (l'UPL va enviar tres procuradors, d'un total de catorze, a les Corts de Castella i Lleó a les dues últimes legislatures), molt menor a la de Zamora i pràcticament inexistent a la de Salamanca. En total, se situen al voltant del 10% dels vots arreu del territori definit com a País Lleonès.
Els resultats dels partits polítics que promouen el concepte de País Lleonès a les últimes eleccions autonòmiques han estat:
| Resultats electorals lleonesistes a les eleccions autonómiques de 2003 | Resultats electorals lleonesistes a les eleccions autonómiques de 2003 | Resultats electorals lleonesistes a les eleccions autonómiques de 2003 | Resultats electorals lleonesistes a les eleccions autonómiques de 2003 | Resultats electorals lleonesistes a les eleccions autonómiques de 2003 | Resultats electorals lleonesistes a les eleccions autonómiques de 2003 | Resultats electorals lleonesistes a les eleccions autonómiques de 2003 | Resultats electorals lleonesistes a les eleccions autonómiques de 2003 | Resultats electorals lleonesistes a les eleccions autonómiques de 2003 | Resultats electorals lleonesistes a les eleccions autonómiques de 2003 |
| ---------------------------------------------------------------------- | ---------------------------------------------------------------------- | ---------------------------------------------------------------------- | ---------------------------------------------------------------------- | ---------------------------------------------------------------------- | ---------------------------------------------------------------------- | ---------------------------------------------------------------------- | ---------------------------------------------------------------------- | ---------------------------------------------------------------------- | ---------------------------------------------------------------------- |
| Circumscripció                                                         | Cens                                                                   | Participació                                                           | UPL/UPS                                                                | UPL/UPS                                                                | PREPAL                                                                 | PREPAL                                                                 | Total                                                                  | Total                                                                  |                                                                        |
| Circumscripció                                                         | Cens                                                                   | Participació                                                           | Votos                                                                  | %                                                                      | Votos                                                                  | %                                                                      | Votos                                                                  | %                                                                      |                                                                        |
| Lleó                                                                   | 421.768                                                                | 311.451                                                                | 56.136                                                                 | 18,13                                                                  | 347                                                                    | 0,11                                                                   | 56.483                                                                 | 18,24                                                                  |                                                                        |
| Zamora                                                                 | 172.067                                                                | 129.518                                                                | 3.921                                                                  | 3,06                                                                   | 681                                                                    | 0,53                                                                   | 4.602                                                                  | 3,59                                                                   |                                                                        |
| Salamanca                                                              | 293.000                                                                | 215.989                                                                | 6.836                                                                  | 3,41                                                                   | 457                                                                    | 0,21                                                                   | 7.293                                                                  | 3.62                                                                   |                                                                        |
| Total                                                                  | 886.835                                                                | 656.958                                                                | 66.893                                                                 | 10,18                                                                  | 1485                                                                   | 0,23                                                                   | 68.378                                                                 | 10.41                                                                  |                                                                        |

El divendres 27 de desembre de 2019 l'Ajuntament de Lleó va aprovar una moció d'UPL, amb el suport del PSOE i Podem, per portar a les corts autonòmiques i al congrés dels diputats espanyol la proposta de constituir una comunitat autònoma diferenciada de Castella.